# Catherine Murphy (Politikerin)

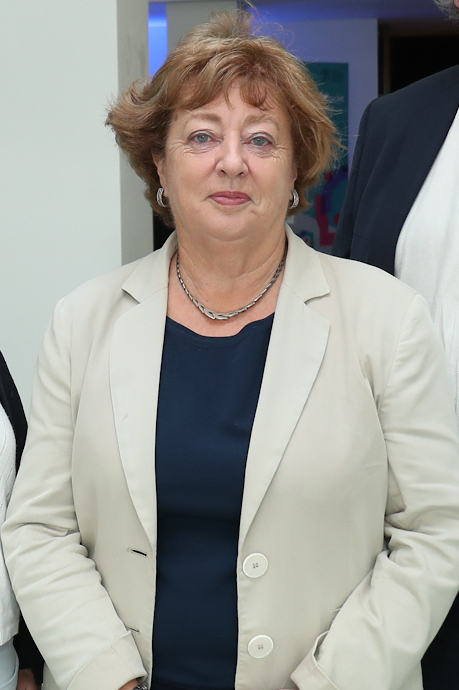
Catherine Murphy (2022)

Catherine Murphy (irisch Caitríona Ní Mhurchú, * 1. September 1953 in Palmerstown, Dublin) ist eine irische Politikerin der Social Democrats (Daonlathaigh Shóisialta), die seit 2005 Mitglied (Teachta Dála) des Dáil Éireann, des Unterhauses des Parlaments (Oireachtas).

## Leben
Catherine Murphy studierte an der Dublin City University. Gemeinsam mit ihrem Mann, Derek Murphy, und den zwei Kindern zog sie 1978 nach Leixlip. Sie engagierte sich erstmals politisch, als 1983 die Gebühren für Leistungen der Daseinsvorsorge in Leixlip erheblich erhöht wurden. Murphy wurde Mitglied in der Workers’ Party. 1989 war sie Kandidatin für die Europawahl für den Wahlbezirk Leinster, wurde jedoch nicht gewählt. 1991 wurde sie stattdessen in den Kildare County Council gewählt. Als die Workers’ Party 1992 aufgelöst wurde, wechselte sie zur Democratic Left. 1998 kritisierte sie noch die Irish Labour Party. Dennoch trat sie ab 1999 für Labour bei Wahlen an. 2003 verließ sie jedoch die Irish Labour Party mit der Begründung, dass die Intrigen innerhalb der Partei zerstörerische Wirkung hätten.
Bei einer Nachwahl 2005 zog Murphy als unabhängige Kandidatin im Wahlkreis Kildare North dann als Teachta Dála in den Dáil Éireann ein.
Bei den Wahlen 2007 verlor Murphy ihren Sitz wieder. 2011 konnte sie den Sitz jedoch zurückerobern.
Am 15. Juli 2015 gehörte sie mit den beiden ebenfalls parteilosen Unterhausabgeordneten Róisín Shortall und Stephen Donnelly zu den Gründern der Social Democrats (Daonlathaigh Shóisialta) und wurde mit diesen gemeinsam Parteivorsitzende sowie gemeinsame Spitzenkandidatin bei den Wahlen vom 26. Februar 2016.
Trotz der Wechsel konnte Murphy ihren Sitz im Dáil Éireann weiterhin verteidigen. Ende Februar 2023 trat sie dann als Parteivorsitzende zurück und übergab den Posten an Holly Cairns.